# Hanwella
Hanwella (Gurubewila) és una població de Sri Lanka a la província Occidental, a uns 50 km a l'est de Colombo.
Abans del 1600 els portuguesos hi havien establert un senzill fort de fusta (empallissada). El fort va passar als holandesos i el 1679 fou reforçat junt amb el de Kalutara. El 1761 fou temporalment ocupat pels singalesos que així van poder assetjar Colombo.